# فافین
فافین (به عربی: فافین) یک روستا در سوریه است که در ناحیه مارع واقع شده‌است. فافین ۳٬۱۸۳ نفر جمعیت دارد.